# Carsidara limbata
Carsidara limbata är en insektsart som först beskrevs av Günther Enderlein 1926.  Carsidara limbata ingår i släktet Carsidara och familjen Carsidaridae. Inga underarter finns listade i Catalogue of Life.